# Daniela Pontel
Daniela Pontel (Sampacho, Córdoba, Argentina; 9 de septiembre de 1998) es una futbolista argentina. Juega como arquera en Newell's Old Boys.

## Trayectoria

### Inicios
Comenzó jugando a los 5 años en el Club San Lucas de la localidad de Suco, Córdoba con futbolistas varones.
A partir de los 10 años decidió junto con su familia, por su cuidado y diferencias físicas, comenzar otra disciplina con otras mujeres, es por esto que se inclinó por el hockey, el cual practicó hasta 2019.
En principios de 2018 retomó la actividad en el fútbol, cuando se le presentó la oportunidad de formar parte del plantel femenino de Estudiantes de Río Cuarto donde daría sus primeros pasos debajo de los tres palos. En 2019 tuvo un paso por el club Fusión Fútbol club, de la misma localidad. Durante ese año tuvo la oportunidad de tener su primer convocatoria a entrenamientos con la Selección Argentina Sub-20.
Formó parte de la Selección de la Liga de Río Cuarto en los años 2018 y 2019, participando del Torneo Nacional de Selecciones.
En 2020 retornó a Estudiantes de Río cuarto, donde permaneció hasta 2021.

### River Plate
En febrero de 2021 arribó a River Plate, donde debutó en la Primera División Femenina el 29 de octubre del mismo año, manteniendo el arco en cero.
Al año siguiente, el 24 de enero de 2022 firmó su primer contrato profesional con el club por dos años. Días después tuvo su primera convocatoria a entrenamientos con la Selección mayor Argentina.
El día 27 de marzo de 2022, se jugó por primera vez en la historia del fútbol femenino de River Plate en el Estadio Monumental, el partido correspondiente a la fecha 5 con el clásico rival Boca Juniors. Daniela Pontel sería la encargada de defender el arco millonario, siendo la arquera titular en dicho encuentro. El partido finalizó 1 a 1  y marcó un antes y un después en la historia del fútbol femenino del club.
Durante el correr del torneo, en el mes de mayo, tuvo la posibilidad de nuevas convocatorias con la Selección Nacional, en el proceso previo a la Copa América.
Con "la banda" participó de los torneos Apertura y Clausura del 2021, el Campeonato de Fútbol Femenino de Primera División A 2022, como así también la Copa Federal de Fútbol Femenino 2021 y la Copa Federal de Fútbol Femenino 2022, consagrándose campeona en esta última. Actualmente se encuentra disputando el Campeonato de Fútbol Femenino de Primera División A 2023 (Argentina). 

## Clubes
| Club                            | País      | Año             |
| ------------------------------- | --------- | --------------- |
| Asociación Atlética Estudiantes | Argentina | 2018            |
| Fusión Fútbol Club (Río Cuarto) | Argentina | 2019            |
| Asociación Atlética Estudiantes | Argentina | 2020-2021       |
| River Plate                     | Argentina | 2021-2023       |
| UAI Urquiza                     | Argentina | 2024-2025       |
| Newell's Old Boys               | Argentina | 2025 - presente |

## Campeonatos nacionales
| Título       | Club        | País      | Año  |
| ------------ | ----------- | --------- | ---- |
| Copa Federal | River Plate | Argentina | 2022 |